# Coomberianyah Lake
Coomberianyah Lake ist ein See im Ort De Grey in der Region Pilbara im australischen Bundesstaat Western Australia.
Der See ist 360 Meter lang, 150 Meter breit und liegt auf 34 Metern über dem Meeresspiegel.